# Пюгастеська сільська рада
Пю́гастеська сільська рада (ест. Pühaste külanõukogu, рос. Пюхастеский сельский совет) — сільська рада в Естонській РСР, адміністративно-територіальна одиниця в складі повіту Тартумаа (1945—1950) та Елваського району (1950—1954).

## Історія
13 вересня 1945 року на території волості Аакре в Тартуському повіті утворена Пюгастеська сільська рада з центром у селі Паламусте. Головою сільської ради обраний Яан Ґрюйнфельд (Jaan Grüünfeld), секретарем — Ерна Яер (Erna Jäär).
26 вересня 1950 року, після скасування в Естонській РСР повітового та волосного поділу, сільська рада ввійшла до складу новоутвореного Елваського сільського району.
17 червня 1954 року в процесі укрупнення сільських рад Естонської РСР Пюгастеська сільська рада ліквідована. Її територія склала західну частину Аакреської сільської ради.